# St.-Nikolaus-Kirche (Borssum)

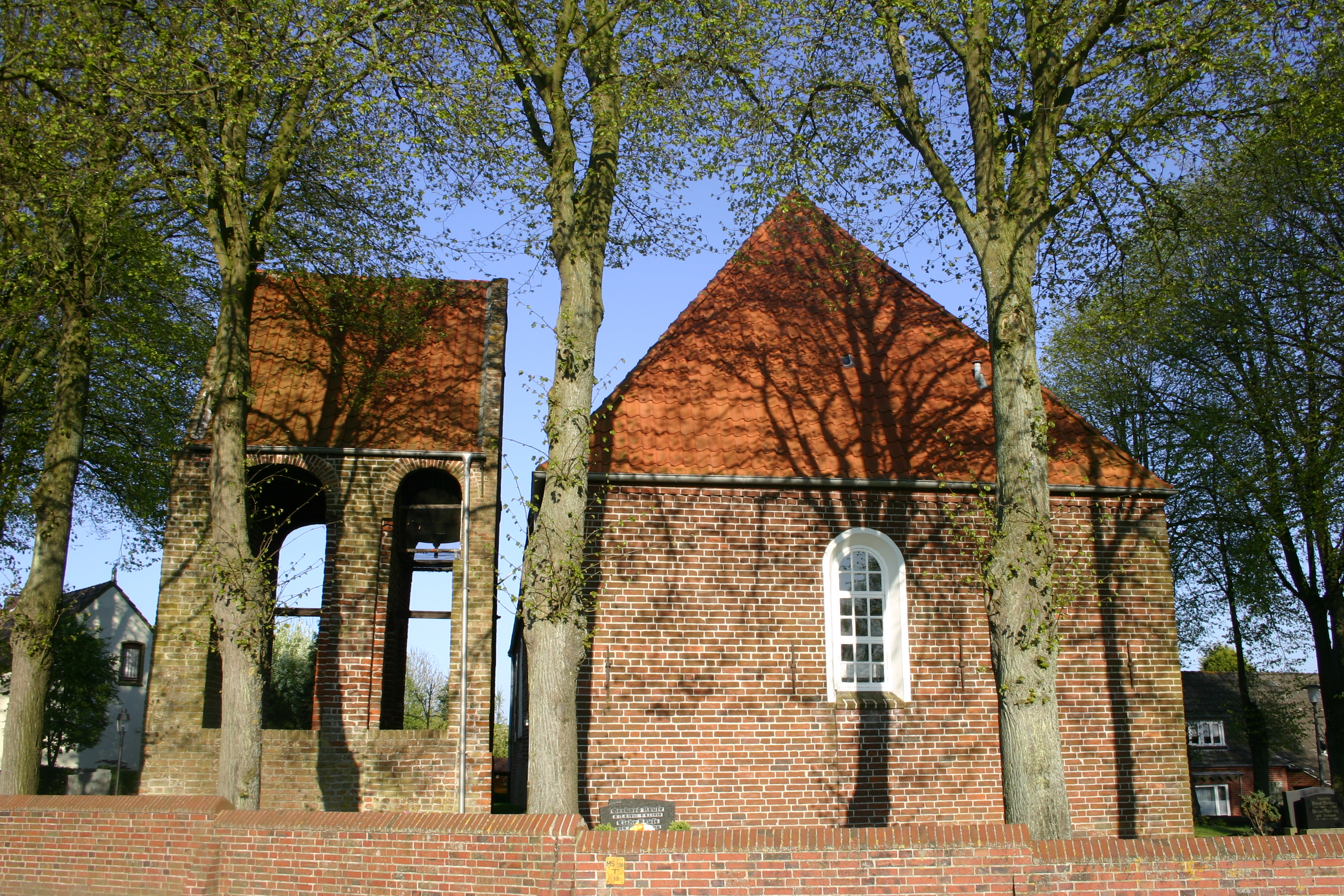
St.-Nikolaus-Kirche

Die evangelisch-reformierte St.-Nikolaus-Kirche (ⓘ) steht in Borssum, einem Stadtteil Emdens, und ist das älteste erhaltene Gebäude der ostfriesischen Stadt.

## Geschichte
Der Bau der Kirche begann im 13. Jahrhundert. Zuvor wurde eine künstliche Dorf-Warft aufgeschüttet, in deren Zentrum die Kirche und nordwestlich davon ein Glockenstuhl des Parallelmauertyps im Stil der späten Romanik aus Backsteinen errichtet wurden. Trotz Umbauten geht das Gotteshaus im Kern auf die romanische Saalkirche zurück. Im Mittelalter gehörten Groß-Borssum und Klein-Borssum zur Propstei Emden im Bistum Münster. Im Zuge der Reformation schloss sich die Gemeinde zunächst dem lutherischen und schließlich dem reformierten Glauben an. Prägend wirkte Hermannus Aquilomontanus (1488/89–1548) in (Klein-)Borssum, der 1531 von Hero von Oldersum als Pastor berufen worden war. Er ließ aus der Kirche alle Altäre und Bilder („Götzenbilder“) entfernen und führte eine schlichte Abendmahlsordnung ein, bei der er im gewöhnlichen Gewand der Gemeinde viermal jährlich an einem weißgedeckten Tisch Weißbrot und Wein in seinen Zinngefäßen reichte.
Im Laufe der Jahrhunderte verfiel die Kirche immer mehr, so dass die Gemeinde in den Jahren 1912/13 eine zweite Kirche errichtete. Später diente das Gebäude als Kindergarten und Dorfgemeinschaftshaus. Die St.-Nikolaus-Kirche wurde immer baufälliger und blieb schließlich geschlossen, bis Ende des 20. Jahrhunderts eine umfassende Renovierung begonnen wurde. Seit der Wiederingebrauchnahme im Jahr 2004 wird sie gelegentlich als Kapelle für Bestattungen, als Hochzeitskirche, für Familienfeiern und für Andachten von der Kirchengemeinde genutzt.

## Architektur
Die geostete Saalkirche aus spätromanischer Zeit wird von einem Walmdach abgeschlossen. Die Langseiten werden durch rundbogige Fenster durchbrochen. Während die Westseite ein Fenster aufweist, ist die Ostseite heute fensterlos. In der östlichen Südmauer befindet sich ein rundbogiges Portal, an der Nordseite ein spitzbogiges.

## Ausstattung

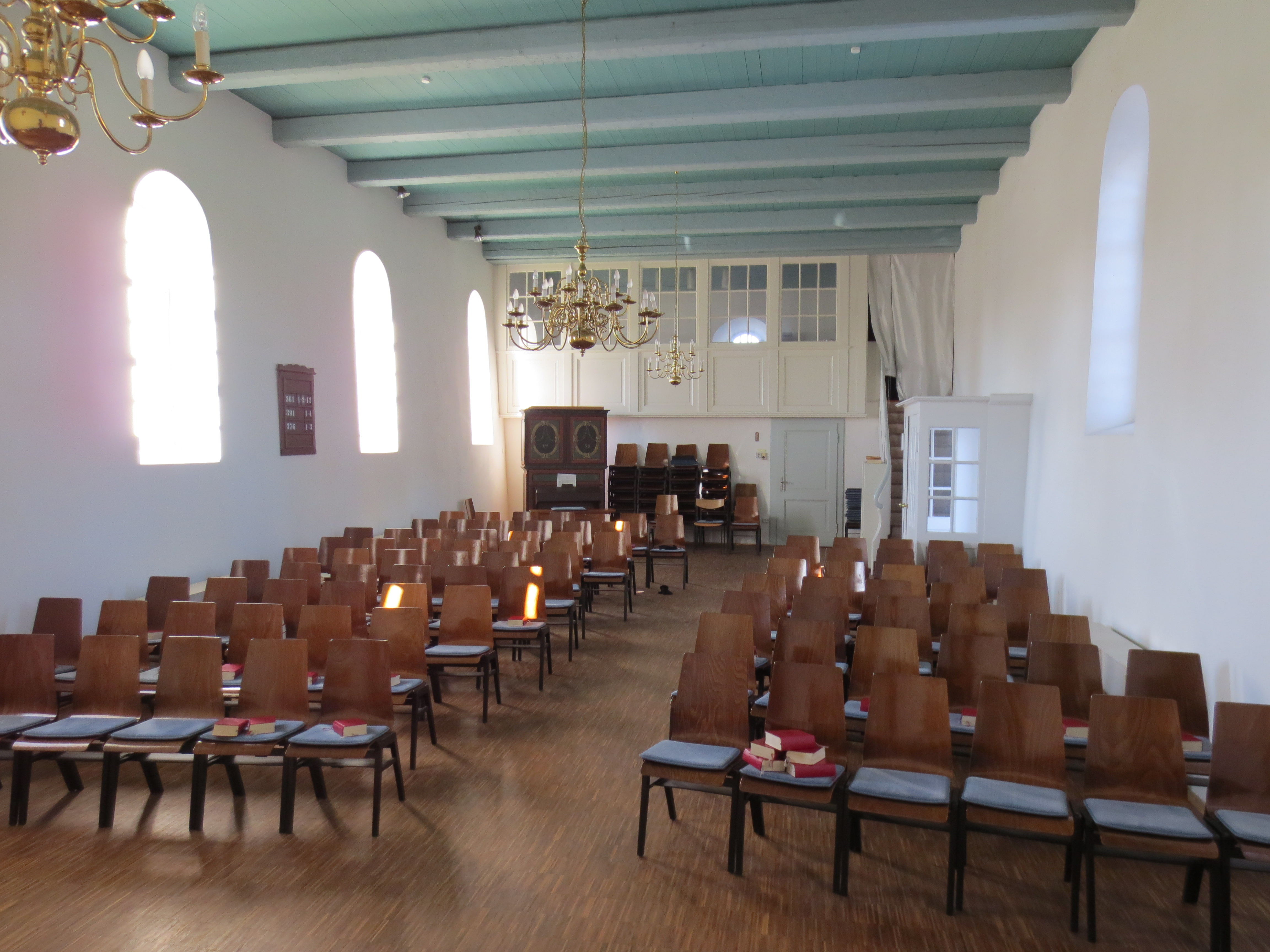
Innenraum

Der flachgedeckte Innenraum wird von einer Holzbalkendecke abgeschlossen, die hellblau gestrichen ist. Durch an der Ost- und Westseite nachträglich eingezogene Wände wird das Kirchenschiff innen verkürzt. Der Fußboden vor der Ostwand ist um zwei Stufen erhöht. Zu den Ausstattungsgegenständen gehören die Grabgewölbe der Häuptlinge von Groß-Borssum unter dem Altarraum des Chores, der heute durch eine Wand abgetrennt ist und von der Ostseite betreten werden kann. Dort befinden sich auch mehrere Grabplatten und das Doppelgrabmal für Aeldt Friese zu Uttum († 1593) und seiner Frau, die in zeitgenössischer Tracht dargestellt wurden. Vor der eingezogenen Ostwand stehen ein einfaches Lesepult und ein pokalförmiges Taufbecken und sind zwei schlichte Holztische zusammengestellt. Drei Kronleuchter aus Messing verzieren den ansonsten schmucklosen Raum. Das romanische Taufbecken aus der Entstehungszeit der Kirche hat seinen Platz in der Jugendstilkirche gefunden.
Der westliche Bereich ist durch eine Holzwand abgetrennt, die im oberen Bereich Fenster aufweist. Ebenerdig steht die Orgel vor dieser Wand.

### Orgel
Seit 1883 verfügte die Kirche zunächst nur über ein Harmonium der Firma Estey. Als die Kirche im Jahr 2004 wieder eingeweiht wurde, erwarb die Gemeinde eine gebrauchte Orgel von Alfred Führer von 1958 aus Trupe (Lilienthal). Das Instrument verfügt über fünf Register und ein angehängtes Pedal. Bartelt Immer sanierte das Werk und schuf 2004 einen neuen Prinzipal 4′. Die Disposition lautet:
| Manual C–f3             |    |
| Gedackt                 | 8′ |
| Principal               | 4′ |
| Ged. Blockflöte         | 4′ |
| Principal (C–h0)        | 2′ |
| Rauschpfeife II (ab c1) |    |

| Pedal C–f1 |
| angehängt  |